# N17 (België)
De N17 is een gewestweg in België die de Oost-Vlaamse stad Dendermonde verbindt met de Antwerpse gemeente Willebroek. De lengte van de weg bedraagt ruim 17 kilometer.
Op 6 maart 2023 startte het Agentschap Wegen en Verkeer met de heraanleg van de Provincialeweg in Puurs-Sint-Amands tussen de Oppuurseweg en de grens met Oost-Vlaanderen. Er kwamen vrijliggende fietspaden en de kruispunten werden heringericht. De werken werden in juni 2024 afgerond.

## Plaatsen langs de N17
- Dendermonde
- Baasrode
- Buggenhout
- Sint-Amands
- Lippelo
- Liezele
- Breendonk
- Puurs
- Willebroek

## N17a
De N17a is een onderdeel van de N17 in Dendermonde. De 400 meter lange route vormt de verbinding vanuit Dendermonde richting Puurs over de Scheepwerfstraat. De route is grotendeels eenrichtingsverkeer ingesteld. De N17 is op ditzelfde stuk eveneens ingericht als eenrichtingsverkeersweg, alleen dan vanuit de richting Puurs naar Dendermonde toe.